# Approximant de Padé de la fonction exponentielle

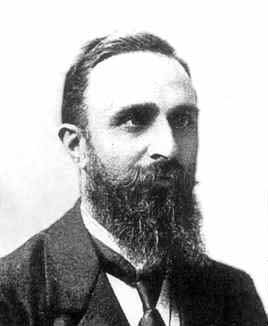
Les travaux présentés dans cet article sont l'œuvre du mathématicien français Henri Padé (1863-1953).

En mathématiques, un approximant de Padé de la fonction exponentielle est une fraction rationnelle h(x)/k(x), où h(x) désigne un polynôme de degré p et k(x) de degré q, telle que le développement limité de la fraction à l'ordre p + q soit identique à celui de l'exponentielle. L'étude de cette question est l'exemple introductif choisi par Henri Padé pour la théorie des approximants portant son nom.
L'existence de suites de fractions rationnelles ayant pour limite l'exponentielle est une question déjà abordée avant les travaux de Padé. Leonhard Euler ouvre le bal avec deux expressions dont l'une fournit le développement en fraction continue infinie de e, prouvant ainsi son irrationalité ; Jean-Henri Lambert démontre plus rigoureusement ce développement, Joseph-Louis Lagrange en trouve deux autres et Carl Friedrich Gauss encore un.
Le travail de Padé consiste à généraliser ces travaux précédents en vue d'illustrer par un exemple une théorie générale s'appliquant à toute fonction analytique. Il traite cette question sous quatre aspects : il montre l'existence d'un approximant de Padé d'indice (p, q), établit les relations de récurrence permettant de déterminer un approximant d'ordre supérieur, en déduit les différentes expressions sous forme de fractions continues (généralisées) de l'exponentielle et montre la convergence uniforme de certaines suites d'approximants.
La présentation ici correspond à une reformulation de 1899 et un enrichissement d'une partie de son travail de thèse.

## Réduite de la fonction exponentielle
Dans la suite de l'article, p et q désignent deux entiers positifs. Le premier résultat établit l'existence et l'unicité, à un facteur multiplicatif près, de deux polynômes hp,q et kp,q de degrés respectifs p et q, tels que :
- Les développements en séries entières au point 0 de la fraction rationnelle hp,q/kp,q et de la fonction exponentielle coïncident sur les p + q + 1 premiers termes.

Une telle fraction rationnelle est appelée « approximant de Padé ». Pour établir ce résultat, le mathématicien se fonde sur l'expression suivante d'une primitive de etxf(x) où t est un paramètre, x la variable et f un polynôme dont le degré est noté n :
Il en déduit les expressions suivantes :
La configuration présente de nombreuses analogies avec les fractions continues, ce qui justifie la définition suivante :
La fraction rationnelle hp,q/kp,q est appelée réduite d'ordre ou d'indice (p, q) de la fonction exponentielle.
On dispose de propriétés comme :
- si (r, s) est égal à (p + 1, q), (p, q + 1) ou (p + 1, q + 1), alors hp,qkr, s – hr, skp,q est un monôme (non nul) de degré p + q + 1 ;
- les deux polynômes hp,q et kp,q sont uniques (à normalisation près) et premiers entre eux.

## Table de Padé
Ainsi, la fonction exponentielle s'approxime par des fractions rationnelles, de manière un peu analogue à l'approximation par des polynômes avec les séries entières. Si les polynômes forment une suite, les approximants de Padé définissent un tableau à double entrée appelé table de Padé (en), dans lequel l'approximant d'indice (p, q) figure dans la colonne p et la ligne q. Les premiers termes sont les suivants :
| Table de Padé | 0                                                                        | 1 | 2 | 3 | … |
| ------------- | ------------------------------------------------------------------------ | --- | --- | --- | - |
| 0             | {\displaystyle 1\;}                                                      | {\displaystyle 1+x\;}                                                                                   | {\displaystyle 1+x+{\frac {x^{2}}{2}}\;}                                                                                      | {\displaystyle 1+x+{\frac {x^{2}}{2}}+{\frac {x^{3}}{6}}\;}                                                                                          | … |
| 1             | {\displaystyle {\frac {1}{1-x}}}                                         | {\displaystyle {\frac {1+{\frac {1}{2}}x}{1-{\frac {1}{2}}x}}}                                          | {\displaystyle {\frac {1+{\frac {2}{3}}x+{\frac {1}{6}}x^{2}}{1-{\frac {1}{3}}x}}}                                            | {\displaystyle {\frac {1+{\frac {3}{4}}x+{\frac {1}{4}}x^{2}+{\frac {1}{24}}x^{3}}{1-{\frac {1}{4}}x}}}                                              | … |
| 2             | {\displaystyle {\frac {1}{1-x+{\frac {x^{2}}{2}}}}}                      | {\displaystyle {\frac {1+{\frac {1}{3}}x}{1-{\frac {2}{3}}x+{\frac {1}{6}}x^{2}}}}                      | {\displaystyle {\frac {1+{\frac {1}{2}}x+{\frac {1}{12}}x^{2}}{1-{\frac {1}{2}}x+{\frac {1}{12}}x^{2}}}}                      | {\displaystyle {\frac {1+{\frac {3}{5}}x+{\frac {3}{20}}x^{2}+{\frac {1}{60}}x^{3}}{1-{\frac {2}{5}}x+{\frac {1}{20}}x^{2}}}}                        | … |
| 3             | {\displaystyle {\frac {1}{1-x+{\frac {1}{2}}x^{2}-{\frac {1}{6}}x^{3}}}} | {\displaystyle {\frac {1+{\frac {1}{4}}x}{1-{\frac {3}{4}}x+{\frac {1}{4}}x^{2}-{\frac {1}{24}}x^{3}}}} | {\displaystyle {\frac {1+{\frac {2}{5}}x+{\frac {1}{20}}x^{2}}{1-{\frac {3}{5}}x+{\frac {3}{20}}x^{2}-{\frac {1}{60}}x^{3}}}} | {\displaystyle {\frac {1+{\frac {1}{2}}x+{\frac {1}{10}}x^{2}+{\frac {1}{120}}x^{3}}{1-{\frac {1}{2}}x+{\frac {1}{10}}x^{2}-{\frac {1}{120}}x^{3}}}} | … |
| …             | …                                                                        | … | … | … | … |

La première ligne horizontale correspond au développement en série entière. Les lignes diagonales définies par l'égalité p + q = C, où C est une constante positive donnée, correspondent à un ensemble de fractions rationnelles dite droite d'égale approximation. On y trouve par exemple, si C est égal à 2, les couples (2,0), (1,1) et (0,2). Une fraction rationnelle de la table est dite plus avancée qu'une autre lorsque son coefficient C est plus élevé.
Le graphique suivant illustre la convergence de différentes suites extraites de la table de Padé. Ici la notation Exp[p,q] désigne l'approximant d'indice (p, q). La fonction exponentielle, notée Exp, est illustrée en rouge. La première ligne du tableau correspond à la suite des polynômes de la série entière. Elle est illustrée en bleu et correspond à la suite Exp[1,0], Exp[2,0], Exp[3,0], etc. En vert et pointillé est illustrée la suite correspondant à la deuxième ligne de la table, elle est formée des approximants Exp[0,1], Exp[1,1], Exp[2,1], Exp[3,1], etc. En violet, on trouve les fractions de la diagonale : Exp[1,1], Exp[2,2], Exp[3,3], etc.

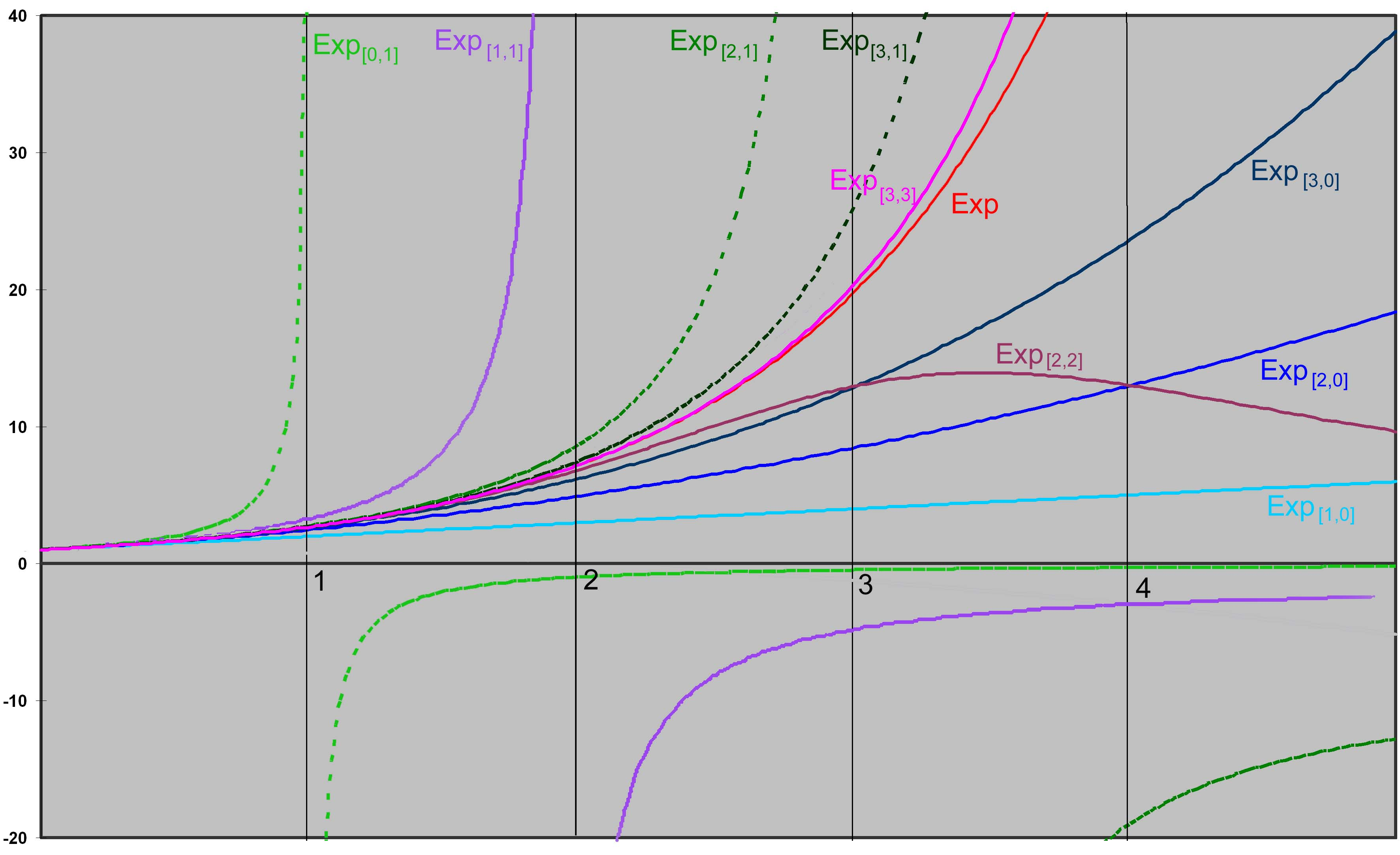
Différentes suites extraites de la table de Padé convergent uniformément vers la fonction exponentielle sur tout intervalle borné.

## Formule de récurrence

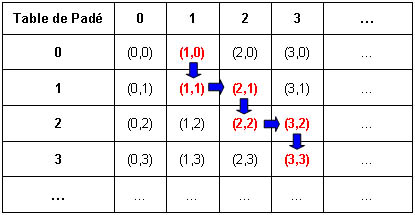
Illustration d'une suite de couples choisis par Lagrange, commençant par le couple (0, 0), pour construire une fraction continue approchant la fonction exponentielle

Padé cherche ensuite à obtenir des suites à partir de sa table. Si (pn) et (qn) sont deux suites croissantes de couples d'indices, l'objectif est d'exprimer par récurrence la suite des « réduites » — déjà calculées — d'indice (pn, qn), pour comprendre le cas général. Cette récurrence est aussi une étape pour exprimer la fonction exponentielle sous forme de fractions continues généralisées, justifiant ainsi le nom de « réduites » pour ces approximants. L'exemple illustré par la figure de droite est utilisé par Lagrange pour obtenir un résultat de cette nature. Dans cet exemple, si fn(x) désigne le n-ième terme de la suite, on a :
puis :
Padé n'étudie l'incrémentation des indices (pn+1 – pn, qn+1 – qn) que dans les trois cas les plus simples : (1,0), (0,1) et (1,1). Le premier cas correspond à un déplacement horizontal d'une case, le deuxième à un déplacement vertical d'une case et le troisième à la conjonction des deux. Cette restriction lui permet d'obtenir des relations de récurrence :
- Soit (fn) une suite de réduites dont le couple de la différence des indices entre fn+1 et fn correspond toujours à l'un des trois cas (1,0), (0,1) ou (1,1), alors il existe une relation de récurrence de type :

où αn+2 désigne un monôme (non nul) de degré 1 ou 2, et βn+2 un polynôme de degré 0 ou 1 et de terme constant égal à 1.
Le tableau suivant résume les trois configurations possibles :
Les flèches rouges indiquent les incréments utilisés pour passer de fn(x) à  fn+1(x). Pour les deux premières configurations, ils correspondent à (1,0) ou (0,1), c'est-à-dire que soit le degré du numérateur, soit celui du dénominateur est incrémenté de 1 ; pour la dernière, ils sont tous deux incrémentés de 1. Les flèches vertes indiquent les incréments utilisés pour passer de fn+1 à fn+2. L'illustration précédente indique le degré des deux polynômes αn+2(x) et βn+2(x) utilisés pour exprimer la formule de récurrence. Pour la configuration 3, le seul cas où βn(x) est une constante est celui où fn(x), fn+1(x) et fn+2(x) se trouvent sur la diagonale principale, d'indice un couple (p, p).

## Fraction continue
La relation de récurrence permet d'écrire un approximant de Padé sous forme de fraction continue, en partant d'un bord du tableau. Plus précisément :
où les polynômes αn et βn sont définis pour n ≥ 2 par les relations du paragraphe précédent et pour n égal à 0 ou 1, par les choix suivants :
(Si p0 et q0 sont tous les deux nuls, on fait le choix menant à l'expression la plus simple : cf. exemples ci-dessous.)
La fraction continue est dite régulière si les polynômes αj pour j > 1 sont tous de même degré, ainsi que les polynômes βj. Les tableaux du paragraphe précédent montrent qu'il en existe de trois types différents.

### Fraction continue du premier type

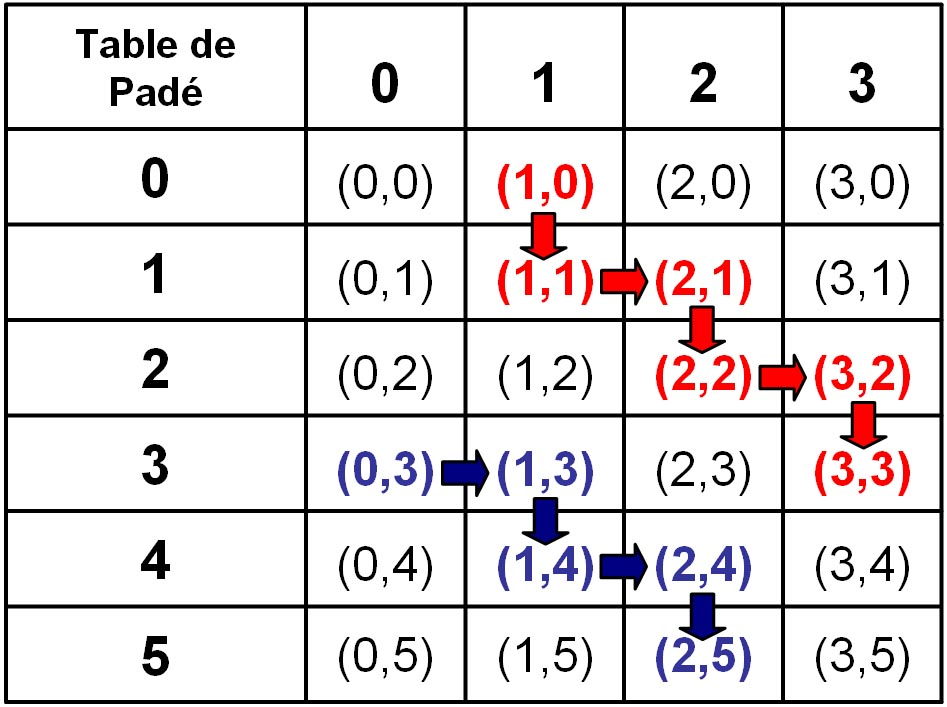
Les fractions continue du premier type s'obtiennent en considérant une suite extraite de la table de Padé selon la première configuration du paragraphe précédent.

Les fractions continues du premier type s'obtiennent avec des polynômes β égaux à 1 et des monômes α du premier degré. L'étude des relations de récurrence montrent qu'elles s'obtiennent nécessairement à l'aide d'une suite de réduites correspondant à la première configuration du paragraphe précédent. Quitte à remonter cette suite jusqu'au bord du tableau, on remarque qu'il en existe une pour chaque case à la frontière du tableau (ou deux, pour la case (0, 0)). Lagrange a développé celle de case initiale (0, 0) avec pour première réduite β0 = h0,0 = 1 et suivie des couples rouges sur la figure, obtenant :

En remarquant que ex = 1/e–x, elle équivaut à sa symétrique par rapport à la diagonale principale, démontrée par Gauss comme exemple de ses fractions continues pour les fonctions hypergéométriques :
Il est possible d'en construire d'autres de cette nature, par exemple à l'aide de la série bleue illustrée sur la figure, éventuellement précédée (pour une expression plus simple) du couple (0, 2).

### Fraction continue du deuxième type

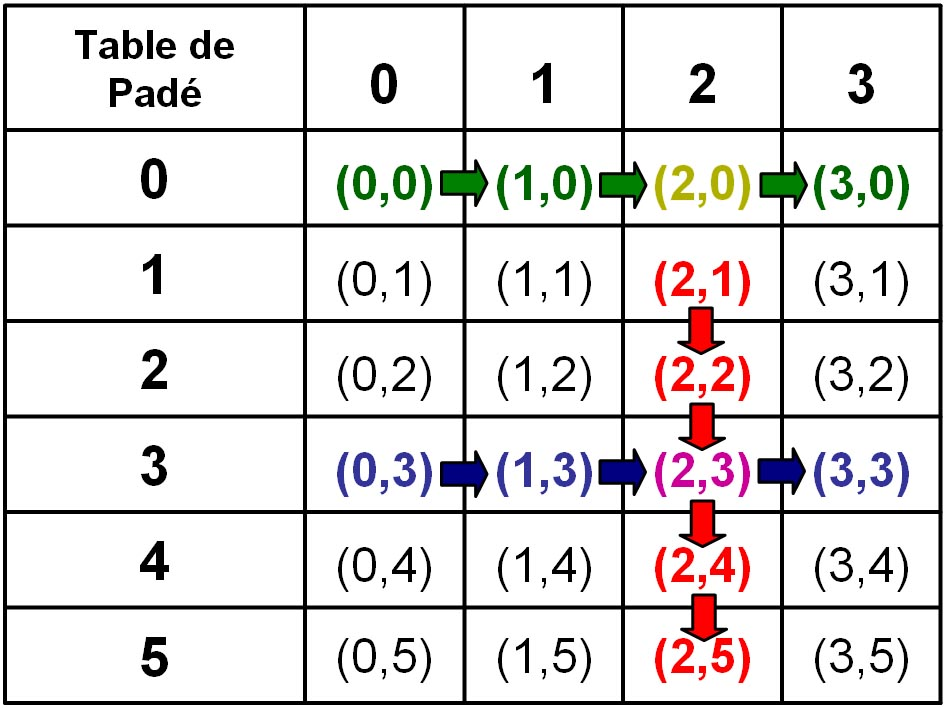
Les fractions continue du deuxième type s'obtiennent comme précédemment, mais en suivant un déplacement soit toujours vertical soit toujours horizontal.

Les fractions continues de la deuxième catégorie correspondent à la configuration 2. Elles s'obtiennent à l'aide d'un déplacement continu soit vers le bas, soit vers la droite. Les numérateurs α sont des monômes du premier degré et les dénominateurs β, des polynômes du premier degré de terme constant égal à 1. Trois exemples sont illustrés sur la figure de gauche. Le plus simple, qui correspond à suite illustrée en vert, a pour réduite d'indice n la somme partielle de la série exp(x), selon une formule générale d'Euler :
Padé montre que l'exemple d'Euler ne correspond qu'à un cas particulier de fraction continue de cette nature. Il en existe en fait une infinité, exactement une par case de la frontière de la table de Padé (ou deux, pour la case (0, 0)).

### Fraction continue du troisième type

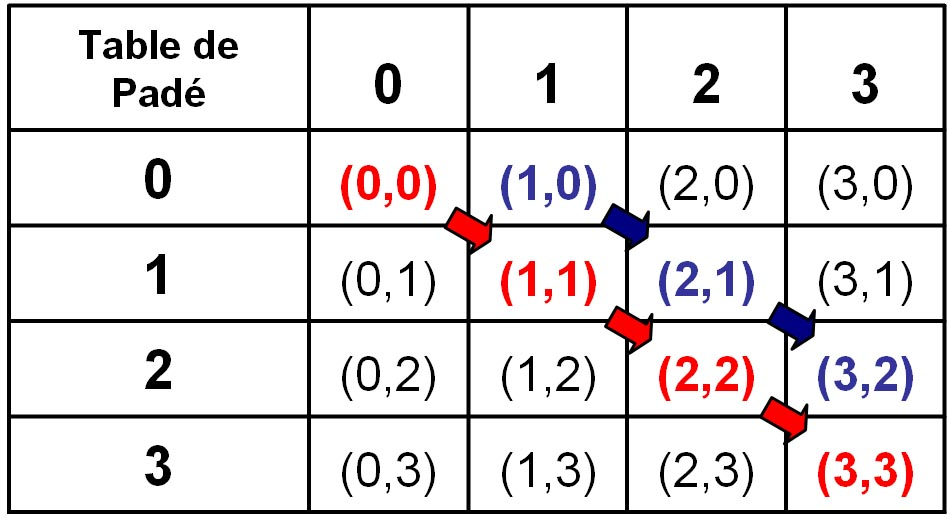
Les fractions continue du troisième type se caractérisent par des dénominateurs égaux à des monômes du deuxième degré.

Le dernier type de configuration correspond à la troisième décrite dans le paragraphe sur les relations de récurrence. Ici, le passage d'une réduite à une autre s'obtient par un déplacement diagonale. Les monômes α sont toujours du second degré. Les polynômes β sont du premier degré, à l'exception de la fraction continue associée à la diagonale principale, en rouge sur la figure (dans ce cas, β = 1).
Lagrange découvre celle associée à la série bleue sur la figure. Elle fournit l'expression suivante :
Les formules exactes sont :
Celle correspondant à la diagonale principale a été découverte par Euler, à partir de son développement de la fonction tangente hyperbolique (que Lambert démontrera en toute rigueur en 1761, puis qui deviendra un autre exemple de fraction continue de Gauss). Elle n'est pas à proprement parler du troisième type car les dénominateurs sont des constantes à partir de la valeur 2 de l'indice ; c'est l'unique exception.

## Convergence des réduites
Les fractions continues des trois types précédents sont toutes uniformément convergentes sur toute partie bornée du plan complexe. Plus précisément :
- Soient (pn) et (qn) deux suites d'entiers positifs dont l'une au moins tend vers l'infini. Si le rapport pn/qn tend vers une limite, finie ou infinie, la suite de fractions rationnelles h(pn, qn)/k(pn, qn) converge uniformément sur tout ensemble borné.

Le numérateur et le dénominateur tendent tous les deux vers des séries entières. Si pn/qn a pour limite ω, alors :
ces deux formules signifiant, dans le cas où ω est infinie, que le numérateur tend vers la fonction exponentielle et le dénominateur vers la fonction constante 1.